# アルトゥール・イトゥリア
アルトゥール・イトゥリア（Arthur Iturria、1994年5月13日 - ）は、トップ14ASMクレルモン・オーヴェルニュに所属するラグビー選手。

## プロフィール
- フランス・バイヨンヌ出身。
- ポジションはロック(LO)、フランカー(FL)。
- 身長 198cm、体重 109kg
- U20フランス代表に選ばれたことがある[1]。
- フランス代表キャップは15（2021年1月現在）でラグビーワールドカップ2019のフランス代表に選ばれた[2]。

## 略歴
2015年、ASMクレルモンに加入。 